# Leonardo Picciani
Leonardo Carneiro Monteiro Picciani GCRB · GOMA (Nilópolis, 6 de novembro de 1979) é um advogado e político brasileiro, comanda atualmente a Secretaria Nacional de Saneamento, filiado ao Movimento Democrático Brasileiro (MDB), é também ex-Ministro do Esporte. É filho do também político Jorge Picciani.

## Biografia
Formado em Direito pela Universidade Candido Mendes (UCAM), conquistou seu primeiro mandato eletivo de deputado federal em 2002, com apenas 22 anos.
Com 27 anos, já em seu segundo mandato na Câmara dos Deputados, foi eleito para presidência da Comissão de Constituição e Justiça e de Cidadania da Câmara. Em 17 de abril de 2016, Leonardo Picciani votou contra a abertura do processo de impeachment de Dilma Rousseff.
Foi casado durante 11 anos com a empresária Gisele Novaes e é pai de três filhos.
Nas eleições de 2014, foi o quinto mais votado na eleição para deputado federal no Rio de Janeiro com cerca de 180 mil votos.
No dia 12 de maio de 2016, com o afastamento da então presidente da República Dilma Rousseff, foi nomeado pelo presidente em exercício Michel Temer como Ministro do Esporte, licenciando-se do mandato de deputado federal.
Nas eleições de 2018, foi novamente candidato a deputado federal pelo MDB, mas obteve apenas 38.665 votos e ficou como quarto suplente da coligação Movimento Democrático Brasileiro (MDB), Democratas (DEM), Progressistas (PP) e Partido Trabalhista Brasileiro (PTB). Reassumiu o mandato em junho de 2021 após o titular Vinicius Farah (UNIÃO) ser nomeado pelo governador Cláudio Castro (PL) para a secretaria estadual de Desenvolvimento Econômico.
No ano de 2022, candidatou-se para o cargo de Deputado federal pelo Rio de Janeiro, porém não foi eleito obtendo 37.125 votos. Na urna, Leonardo optou pela não utilização de seu sobrenome.